# Hexatoma beameri
Hexatoma beameri là một loài ruồi trong họ Limoniidae. Chúng phân bố ở miền Tân bắc.